# Blind Illusion
I Blind Illusion sono un gruppo musicale thrash metal statunitense formatosi a San Francisco, nel 1979.

Inizialmente proposero diversi stili, principalmente heavy metal per poi passare al technical thrash nel 1985.
La band si sciolse nel 1989 ma vent'anni dopo ritornò in attività ad Oakland con una formazione quasi completamente rinnovata e proponendo uno stile diverso ed orientato al progressive rock.

## Storia del gruppo
Si formarono su iniziativa del chitarrista Mark Biedermann e nei primi anni di attività vi fu un susseguirsi di cambiamenti nella formazione. Nonostante ciò il gruppo registrò cinque demo tra il 1981 e il 1986, alcuni dei quali videro la partecipazione di David Godfrey che in seguitò si unì agli Heathen.
In quegli anni furono una delle più note band nel panorama underground della Bay Area, lo stesso movimento che vide emergere, tra gli altri, gli Exodus ed i Metallica, di cui fu proprio Kirk Hammett a produrre uno dei loro primi demo.
Nel 1987 la band era formata dal bassista Les Claypool, dal batterista Mike Miner e da Biedermann (anche come cantante), a cui più tardi si aggiunse il chitarrista Larry LaLonde, proveniente dai Possessed, con cui incisero il loro primo album in studio intitolato The Sane Asylum e pubblicato nel 1988 dalla Music For Nations.
Lo stesso anno Biedermann collaborò anche alla realizzazione del disco Imaginos dei Blue Öyster Cult, mentre Claypool e LaLonde erano impegnati anche con la rock band dei Primus.
Per via dei molteplici impegni, dopo l'uscita del disco i componenti della band si divisero, ma nel 1989 Biedermann, insieme a quattro nuovi componenti, registrò il demo Psychedelic Symphony che sancì però lo scioglimento del gruppo.
Nel 2009 Biedermann formò nuovamente la band insieme al bassista Danny Harcourt ed al batterista Robert Nyström e l'anno seguente uscì in formato digitale l'album Demon Master che però vide l'abbandono delle precedenti sonorità, per orientarsi ad uno stile tendente al rock progressivo e psichedelico.

## Formazione

### Formazione attuale
- Mark Biedermann – voce (1986-1989, 2009-oggi), chitarra (1979-1989, 2009-oggi)
- Aaron Knudson - chitarra (2015–oggi)
- Harald Oimoen - basso (2014–oggi)
- Erik Cruze - batteria (2014–oggi)

### Principali ex-componenti
- Gene Gilson – basso (1984-1986)
- Les Claypool – basso (1987-1988)
- Vern Mc Elroy – basso (1989)
- Danny Harcourt – basso (2009-2010)
- Mike Miner – batteria (1983-1988)
- Wes Anderson – batteria (1989)
- Robert Nyström – batteria (2009-2010)
- Larry LaLonde – chitarra (1987-1988)
- Mark Strausburg – chitarra (1989)
- David Godfrey – voce (1983-1985)

## Discografia

### Album in studio
- 1988 - The Sane Asylum
- 2010 - Demon Master
- 2022 - Wrath of the Gods

### Demo
- 1981 - 1981 Demo
- 1983 - Demo 1983
- 1985 - Trilogy of Terror
- 1986 - Blood Shower
- 1986 - Slow Death
- 1989 - Psychedelic Symphony

## Artisti musicali correlati
- Primus